# اسپگولدا ۲
اسپگولدا ۲ (انگلیسی: Espgaluda II) یک بازی ویدئویی تیراندازی تک‌نفره، دونفرهٔ گروهی برای سکوهای آرکید، آی-مود، اکس‌باکس ۳۶۰، آی‌اواس، اندروید می‌باشد که توسط کیو توسعه و ای‌ام‌آی، کیو نشر پیدا کرده است. این بازی اولین بار در ۲۵ نوامبر ۲۰۰۵ در ژاپن منتشر شد.